# Quebecor
Quebecor bzw. Québecor ist ein kanadisches Medienunternehmen mit Firmensitz in Montreal.

## Geschichte
Quebecor Media entwickelte sich von seiner Gründung 1950 von einer kleinen Lokalzeitung hin zu einem der Hauptakteure auf dem kanadischen Medienmarkt.
Das Unternehmen wurde 1950 von Pierre Péladeau gegründet und wurde von seinen Nachkommen weitergeführt. Québecor ist in der Medienbranche tätig. Zu Québecor gehören die Tochterunternehmen Québecor World, das rund 50.000 Mitarbeiter beschäftigt, sowie das Unternehmen Québecor Média. Zu Québecor Média gehören diverse Tochterunternehmen.

## Produkte
Zum Konzern gehören zahlreiche Tochterunternehmen, darunter Verlage, Fernsehsender und Telekommunikationsdienstleister. Im französischsprachigen Québec ist einer der Hauptkonkurrenten Power. Quebecor besitzt 37 Tageszeitungen, darunter die Boulevardzeitungen Toronto Sun und die Calgary Sun. Quebecor gehört auch die Tageszeitung Le Journal de Québec mit einer wöchentlichen Gesamtauflage von rund 8.400.000 Exemplaren (Marktanteil von etwa 21 Prozent).

## Tochterunternehmen von Québecor Média
- Vidéotron (Kabelfernsehen und Internet Service Provider)
- Sun Media (Zeitungen)
- Osprey Media (Zeitungen)
- TVA (terrestrisches Fernsehnetzwerk)
- Canoe.ca (Internetseiten inklusive Canoe.ca/Canoe.com Portal und Archambault.ca)
- Archambault Geschäfte (Bücher, Musik und Video)
- Quebecor Media Book Group (Verlage)
- TVA Publishing (großer Herausgeber von Magazinen in Québec)
- Vidéotron Télécom (Telekommunikation)
- Le SuperClub Vidéotron (DVD und VHS Verleihgeschäfte)
- Messageries ADP (Quebec's größter Buchhändler)